# Alloclita delozona
Alloclita delozona ist ein Schmetterling (Nachtfalter) aus der Familie der Prachtfalter (Cosmopterigidae).

## Merkmale
Die Falter erreichen eine Flügelspannweite von 11 bis 13 Millimeter. Der Kopf schimmert fahlbraun, die Fühler sind ockerfarben weiß und dunkelbraun geringelt. Thorax und Tegulae sind fahlbraun. Die Vorderflügel sind gelblich weiß, das erste Fünftel ist dunkelbraun und rötlich braun gesprenkelt. In der Flügelmitte befindet sich eine breite dunkelgrau glänzende Binde, sie ist eingeschnürt und von dunkelbraunen und rötlich braunen Schuppen umrandet. Der Apikalbereich schimmert dunkelgrau und hat an der äußersten Spitze manchmal einen weißen Fleck. Die Fransenschuppen sind fahlgrau, an der Basis mehr ockerfarben und mit dunkelbraunen Schuppen durchmischt. Die Hinterflügel glänzen weiß und sind in Richtung der Flügelspitze ockerfarben. An den Venenenden befinden sich ockergraue Schuppen. Die Fransenschuppen sind ockergrau. Die Weibchen sind normalerweise dunkler als die Männchen.
Bei den Männchen ist das Brachium etwas länger als das Tegumen und apikal leicht gekrümmt. Die Valven sind ziemlich schmal. Die Valvellae sind lang, schlank und keulenförmig.
Bei den Weibchen sind die Apophyses posteriores ein Viertel länger als die Apophyses posteriores. Das Ostium besitzt eine große X-förmige Sklerotisierung. Der Ductus bursae ist ungefähr achtmal so lang wie das Corpus bursae und verläuft in einigen Windungen. Das Corpus bursae ist mit undeutlichen Kammstrukturen und zwei sichelförmigen und dornigen Signa versehen.

## Verbreitung
Alloclita delozona ist im Nahen und Mittleren Osten von Ägypten bis Indien beheimatet.

## Biologie
Die Biologie der Art ist unbekannt. Falter wurden in Saudi-Arabien von Februar bis März gesammelt.